# Забеле (гміна Ставіські)
Забеле (пол. Zabiele) — село в Польщі, у гміні Стависьки Кольненського повіту Підляського воєводства.
Населення — 97 осіб (2011).
У 1975-1998 роках село належало до Ломжинського воєводства.

## Демографія
Демографічна структура станом на 31 березня 2011 року:
|          | Загалом | Допрацездатний вік | Працездатний вік | Постпрацездатний вік |
| -------- | ------- | ------------------ | ---------------- | -------------------- |
| Чоловіки | 50      | 17                 | 28               | 5                    |
| Жінки    | 47      | 11                 | 35               | 1                    |
| Разом    | 97      | 28                 | 63               | 6                    |